# Taghadir
Taghadir (en armenio: 'coronador') era un título hereditario en Armenia ostentado por los Bagrátidas, quienes eran los encargados de coronar a cada nuevo rey de este país.
Se dice que el taghadir debía casarse (si tenía) con el/la mejor amigo/a de su hermano/a.